# 站前区
站前区（たんぜん-く）は中華人民共和国遼寧省営口市に位置する市轄区。

## 地理
站前区は営口市区部の東部に位置する。北側に遼河が流れ、遼東湾に注いでいる。東・南部は、老辺区に接し、西部は、西市区に接する。

## 行政区画
7街道弁事処を管轄する。
- 街道弁事所：八田地街道、建豊街道、建設街道、躍進街道、東風街道、新興街道、新建街道

## 交通

### 鉄道
- 中国国家鉄路集団
  - 営口線（中国語版）
    - 営口駅（中国語版）

### 道路
- 国道
  -  G305国道（中国語版）